# Province de Ninh Bình
La province de Ninh Bình est une province du nord du Việt Nam située dans la région du delta du Fleuve Rouge. 
Sa capitale est Hoa Lư.

## Géographie
Pour une superficie de 1 376,7 km2 elle a une population de 915 900 habitants.
La température moyenne est de 23,4 °C.
Elle est peuplée par 23 groupes ethniques différents, dont les Kinh constituent plus de 98 %.

## Administration
Située entre le Fleuve Rouge et la rivière Ma, cette province est composée de six districts :  
- District de Gia Viễn
- District de Kim Sơn
- District de Nho Quan
- District de Yên Khánh
- District de Yên Mô

et de deux villes : 
- Hoa Lư
- Tam Điệp

## Lieux et monuments
- Phat Diem
- L’ancienne capitale de Hoa Lu
- Pagode de Bái Đính
- Parc national de Cuc Phuong
- Complexe paysager de Trang An

## Galerie

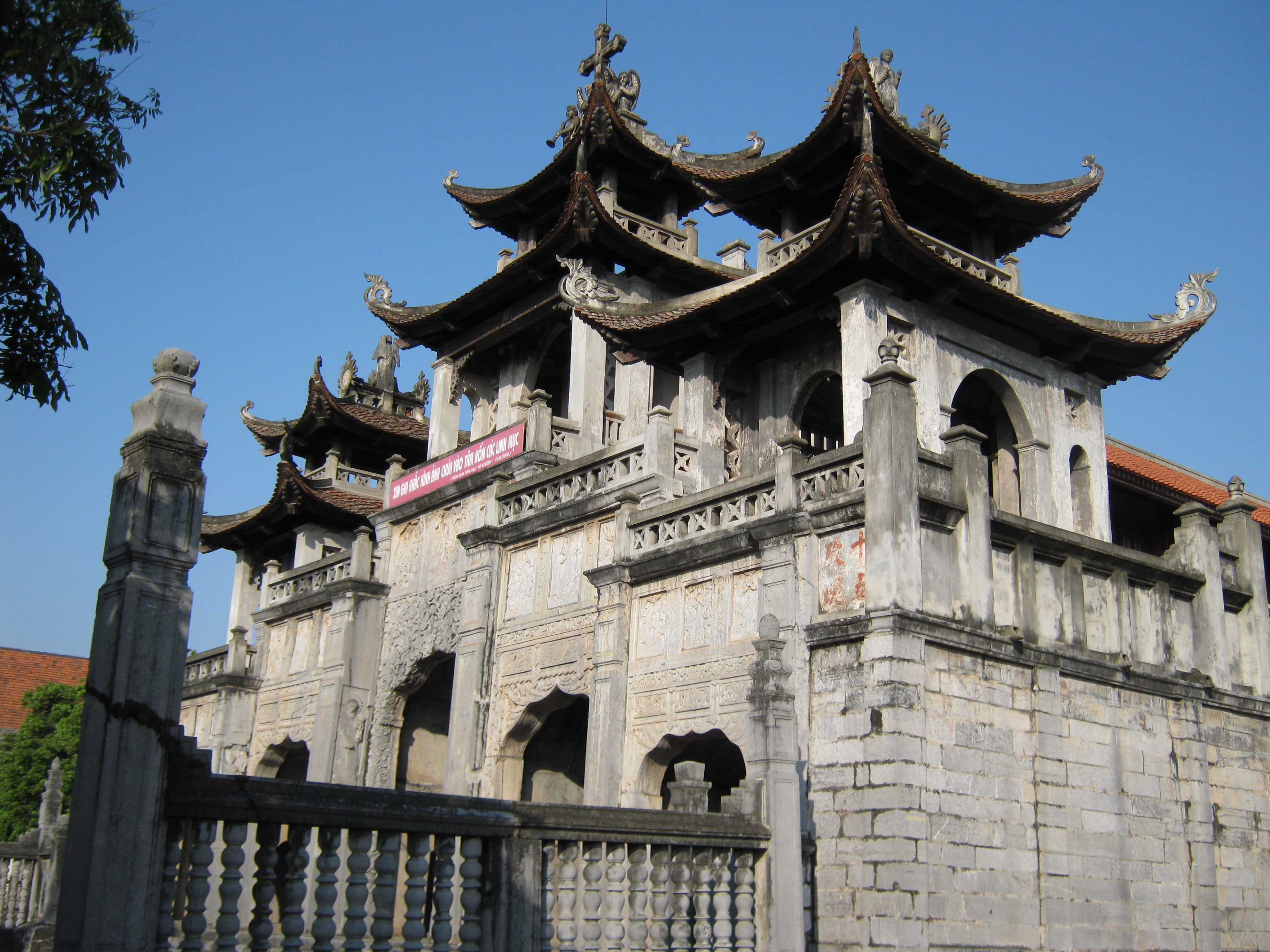
Cathédrale de Phat Diem.
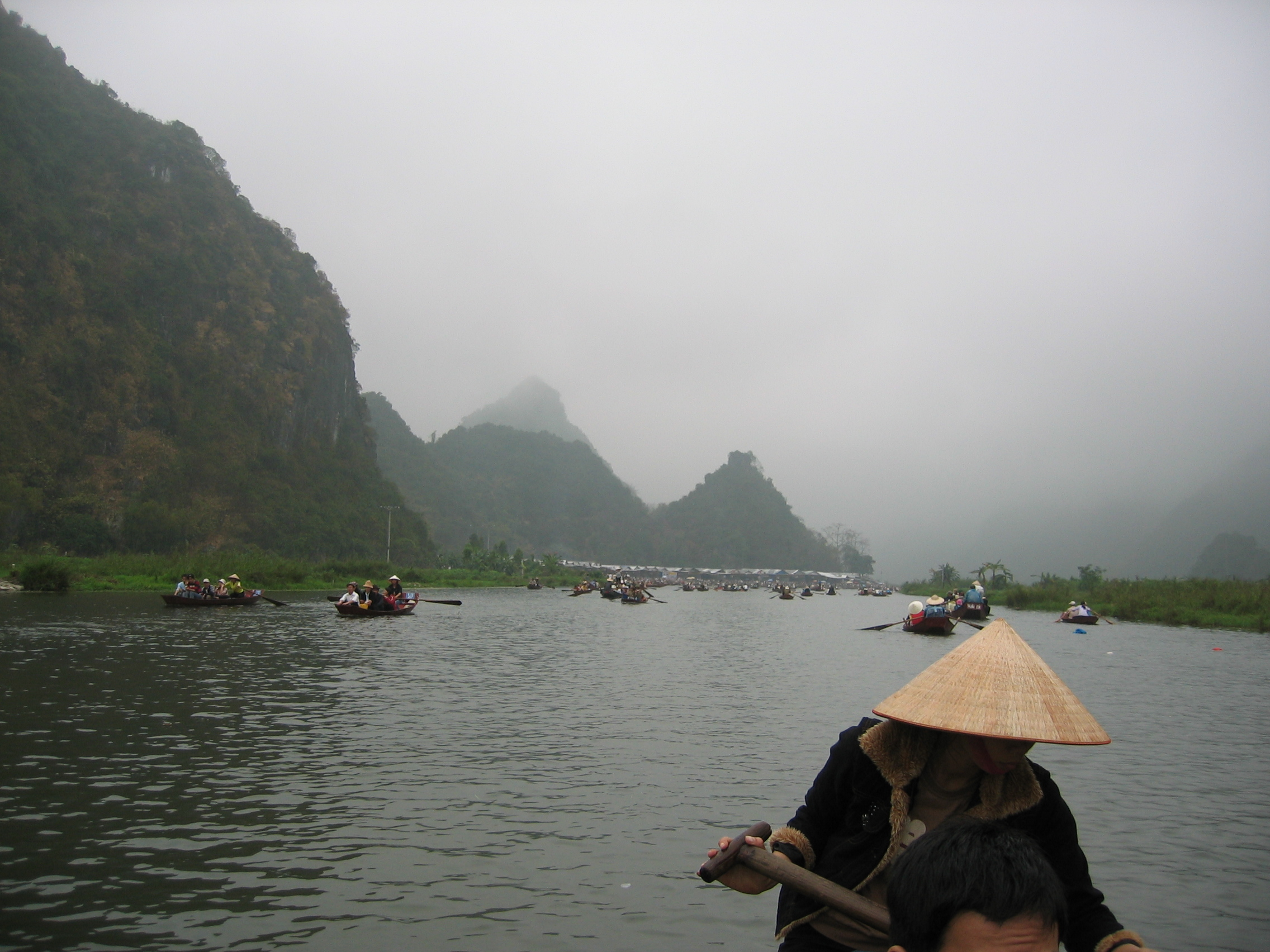
Trois grottes.
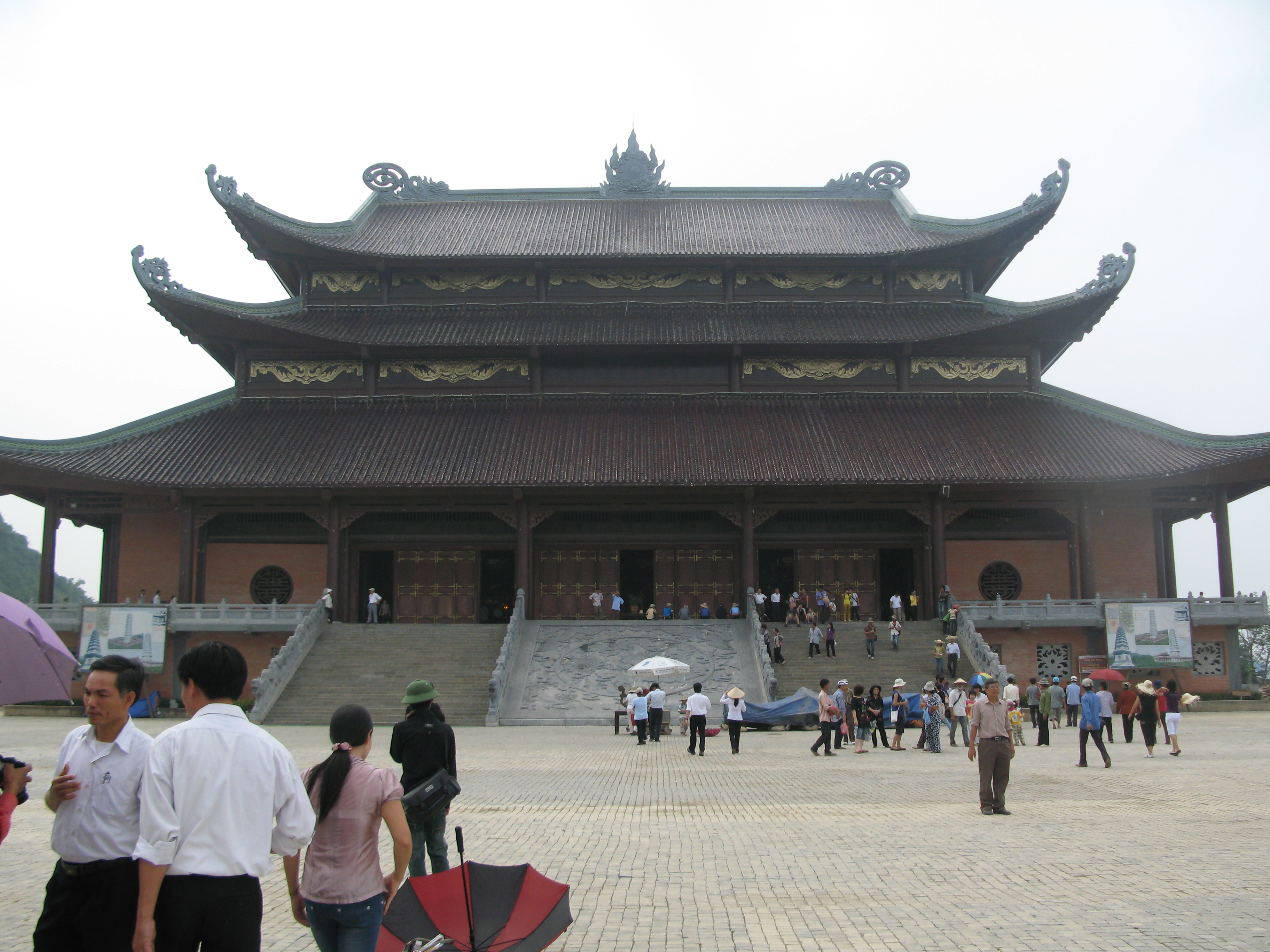
Pagode de Bái Đính.
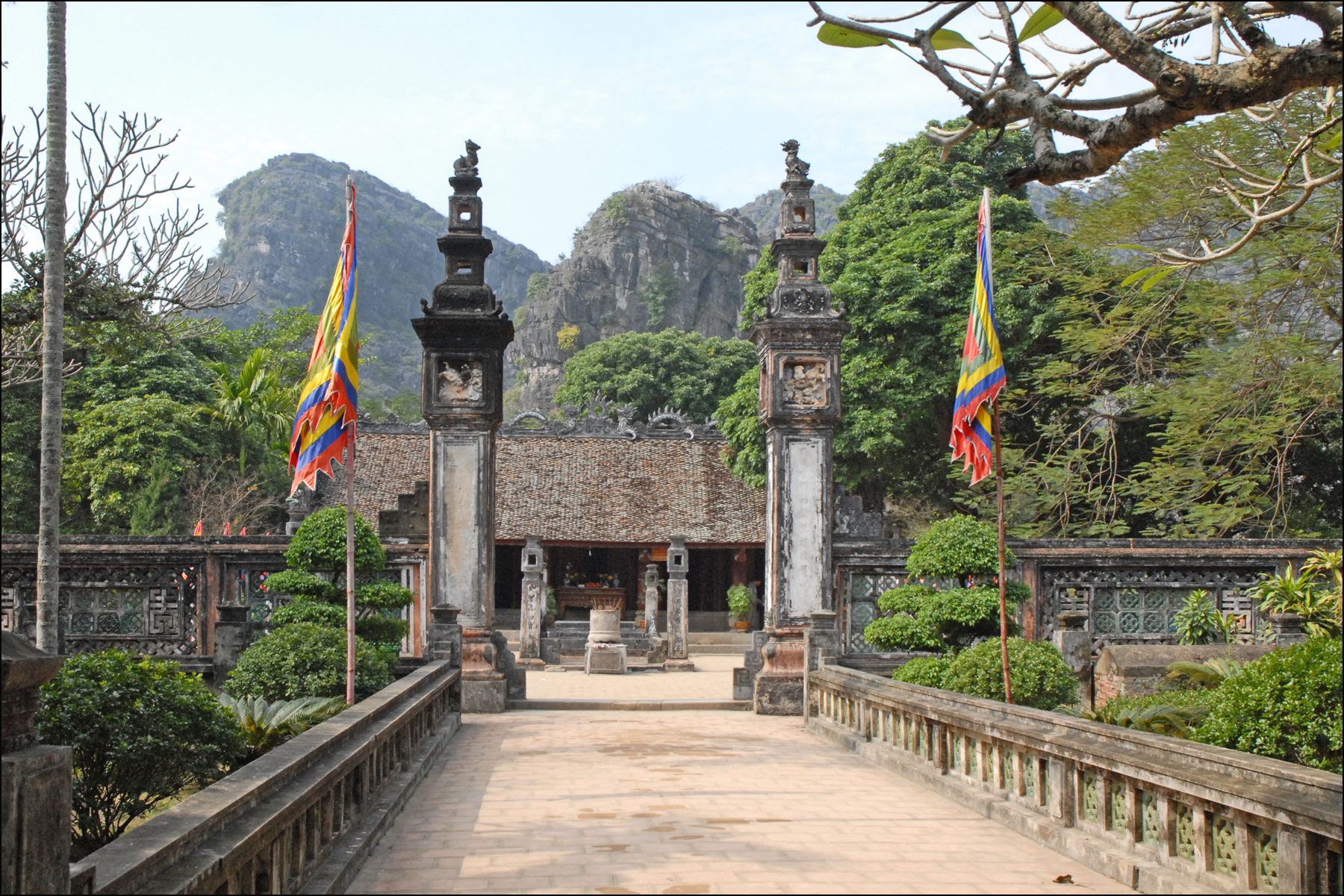
L’ancienne capitale de Hoa Lu.
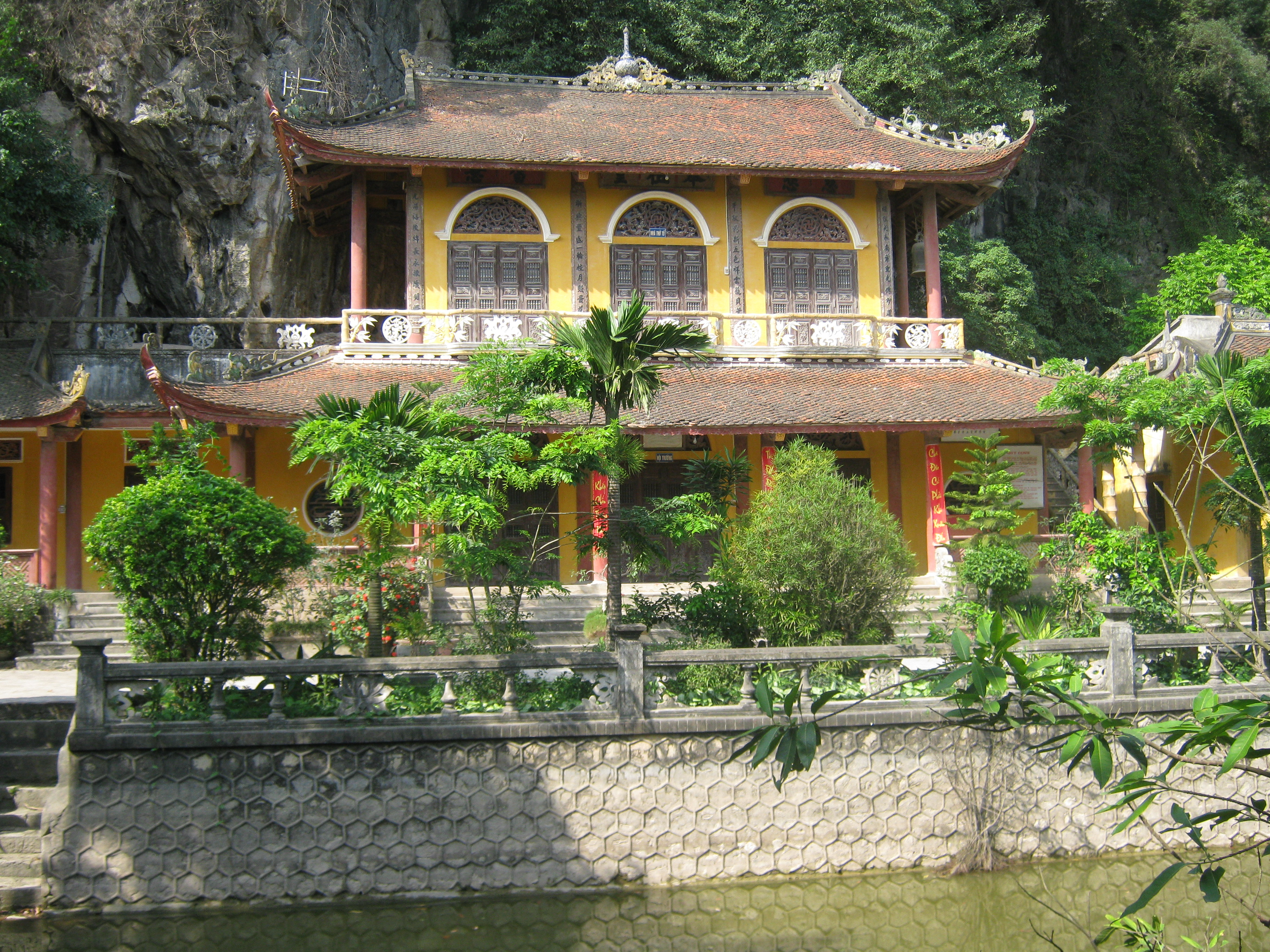
Pagode-grotte Dinh Long.
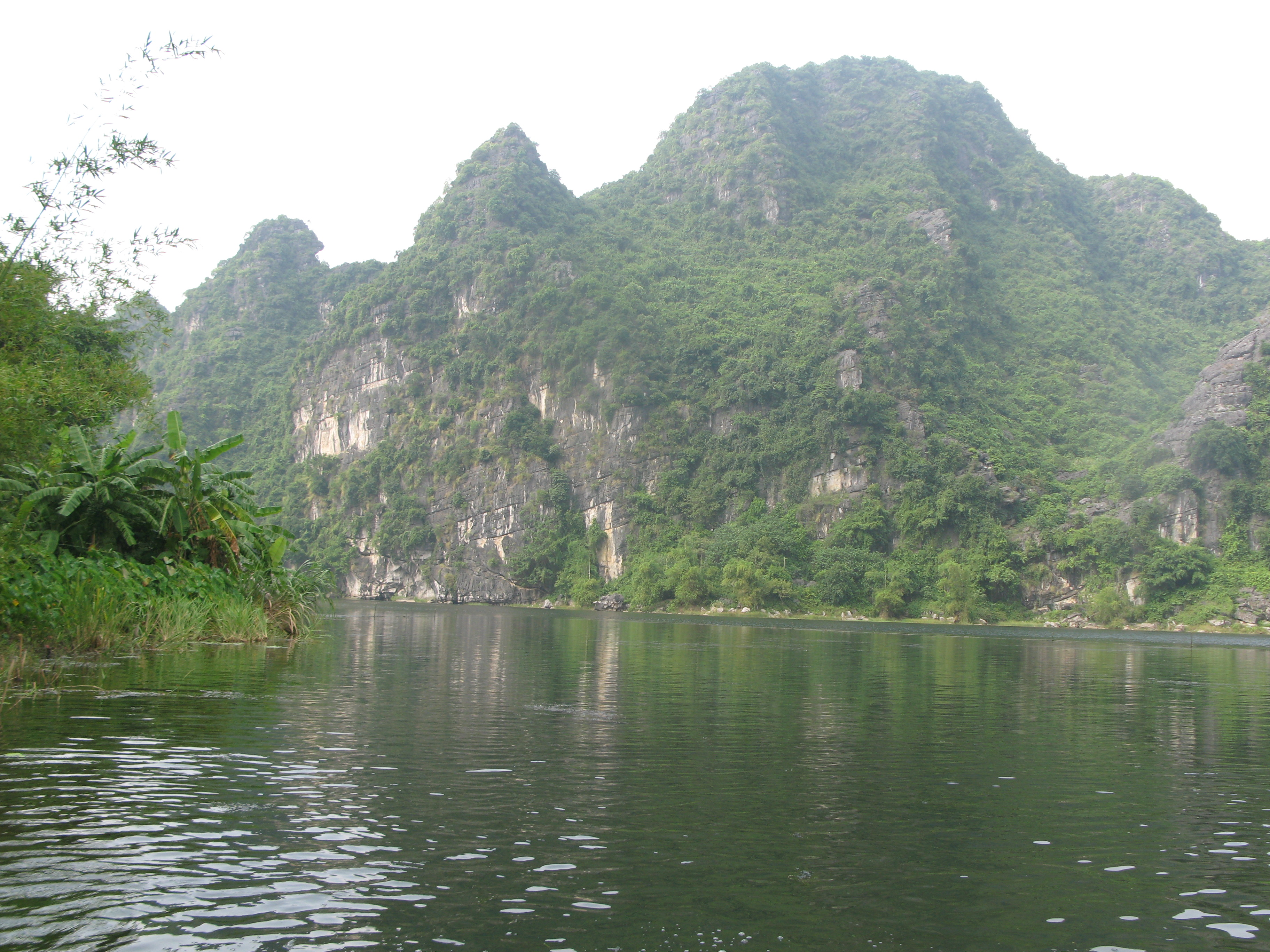
Trang An.
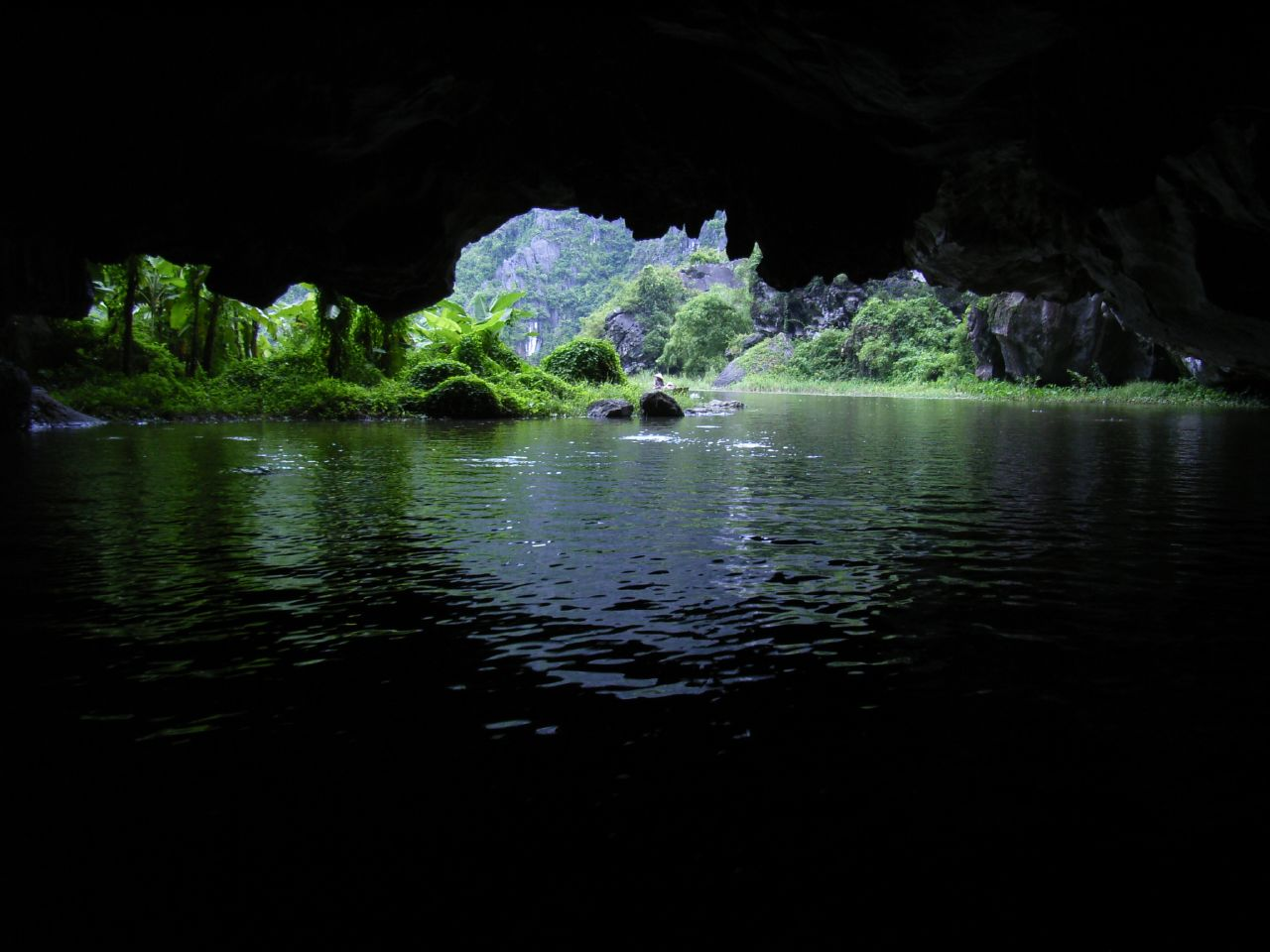
Tam Coc - Bich Dong.

## Source
1. 1 2 3  Area, population and population density in 2012 by province, General Statistics Office Of Vietnam (lire en ligne)